# Igreja São Gonçalo (São Paulo)
A Igreja São Gonçalo é um templo católico localizado na Praça Dr. João Mendes, no centro da cidade de São Paulo, sede da Paróquia de Nossa Senhora da Assunção e São Paulo e da Paróquia Pessoal Nipo-Brasileira São Gonçalo.
Com origem no séc. XVIII, a igreja foi tombada em 1971 pelo Conselho de Defesa do Patrimônio Histórico, Arqueológico, Artístico e Turístico da Secretaria de Cultura do Estado de São Paulo (CONDEPHAAT).
Desde o final do século XIX, a igreja é administrada pelos jesuítas e frequentada, em grande parte, pela comunidade nipônica paulistana. Todos os domingos, às 8h (horário de Brasília), é celebrada na paróquia uma tradicional missa na língua japonesa
A igreja foi construída no período colonial brasileiro, partes dela foram salvas da destruição e reconstruídas. Seu estilo dominante é o barroco que um dos seus elementos é a luz e sombra, dando um efeito de contraste. E também o rococó com seu estilo de arte decorativa, representando a natureza, com cores como ouro, prata e entre outras cores leves.

## História
A origem da Igreja de São Gonçalo remonta ao século XVIII, mais precisamente o ano de 1756, quando o frei Antônio da Madre de Deus Galvão financiou a construção de uma capela na Praça Dr. João Mendes por parte da Irmandade de Nossa Senhora da Conceição e São Gonçalo Garcia. A construção impulsionou a urbanização daquela área da cidade, que até então era isolada do Páteo do Colégio, onde estavam concentradas a maioria das construções paulistanas.
O nome dado a igreja provém de São Gonçalo Garcia. Nascido em Baçaim, na Índia, era filho de uma indiana e de um português. Pertenceu a Ordem dos Franciscanos e, em 1579, morreu crucificado em Nagasaki, no Japão, juntamente com outros 22 missionários. Em 1627, foi beatificado por Urbano VIII e, em 1852, foi canonizado por Pio IX.

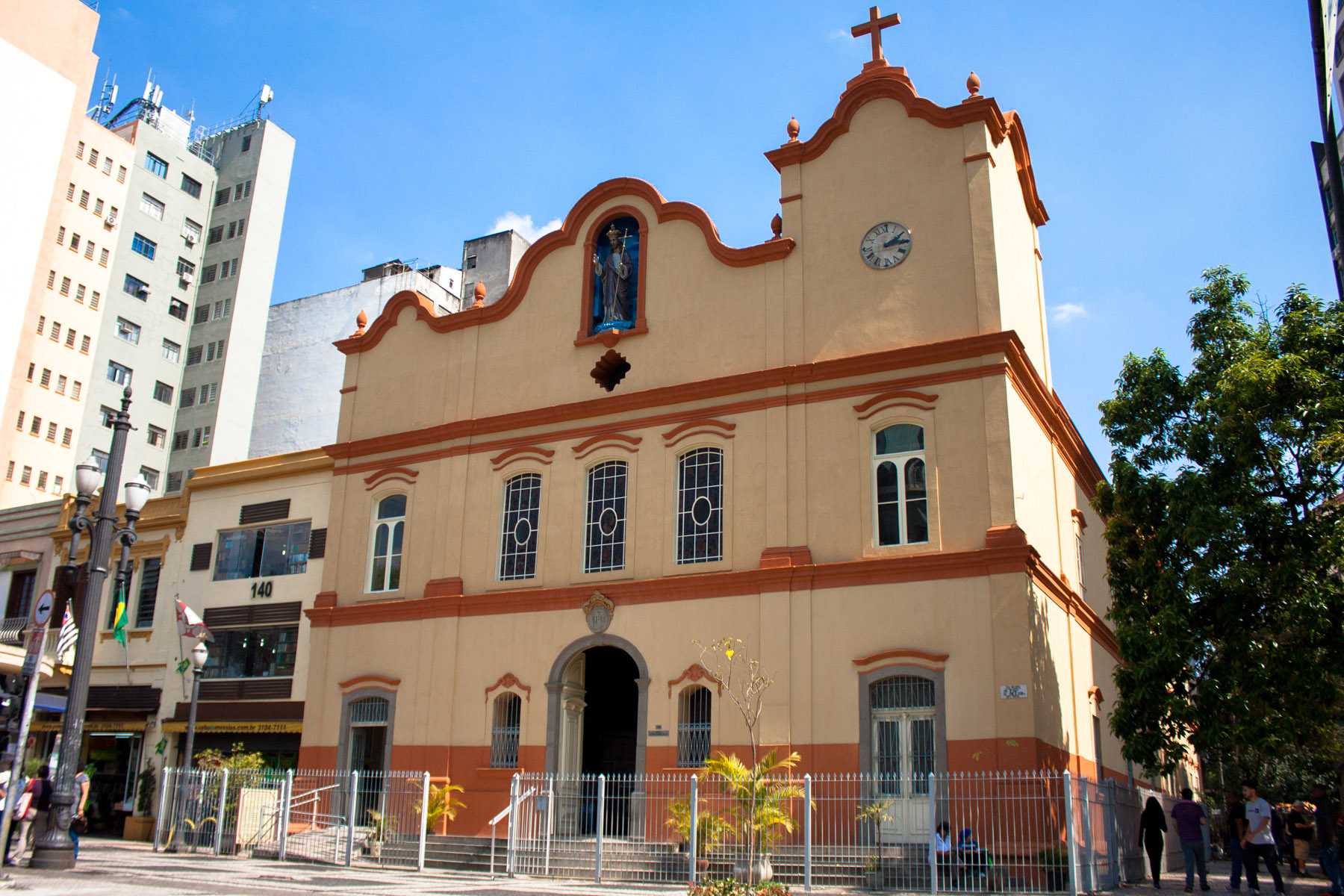
Igreja de São Gonçalo

Com o tempo, a ermida fora se deteriorando. Diante disto, fora construída, em 1840, a Igreja de São Gonçalo. Nicolau Alves da Fonseca, ou Carranca, fora seu construtor. Há registros de que a igreja, ao ser construída, avançou em terrenos não concedidos a irmandade e, por isso, ocorreu uma disputa judicial com a Câmara.
Em 1893, a Igreja de São Gonçalo foi entregue aos jesuítas da Companhia de Jesus, devido a extinção da Irmandade. Estes trabalharam promovendo as Congregações Marianas e a Catequese dos Japoneses.
No mesmo ano, o padre César de Angelis, juntamente com João Mendes de Almeida – consagrado hoje no nome da praça onde se localiza a igreja – conduziu uma reforma na igreja.
Em 1966, com o crescimento da participação da comunidade nipônica na Igreja de São Paulo, o arcebispo de São Paulo Dom Agnelo Rossi criou a Paróquia Pessoal de São Gonçalo, confiando-a novamente aos jesuítas. Criou-se, então, a Matriz Paroquial Pessoal Nipo-Brasileira de São Gonçalo, destinada especialmente aos descendentes dos imigrantes japoneses de São Paulo.

## Arte e construção
A igreja inicialmente, de aspecto mais modesto, sofreu diversas reformas externas ao longo do tempo com o auxílio do governo e de particulares. As reformas que deram o aspecto atual à igreja aconteceram principalmente durante a segunda metade do século XIX. O frontispício atual, com torre, data de 1878.

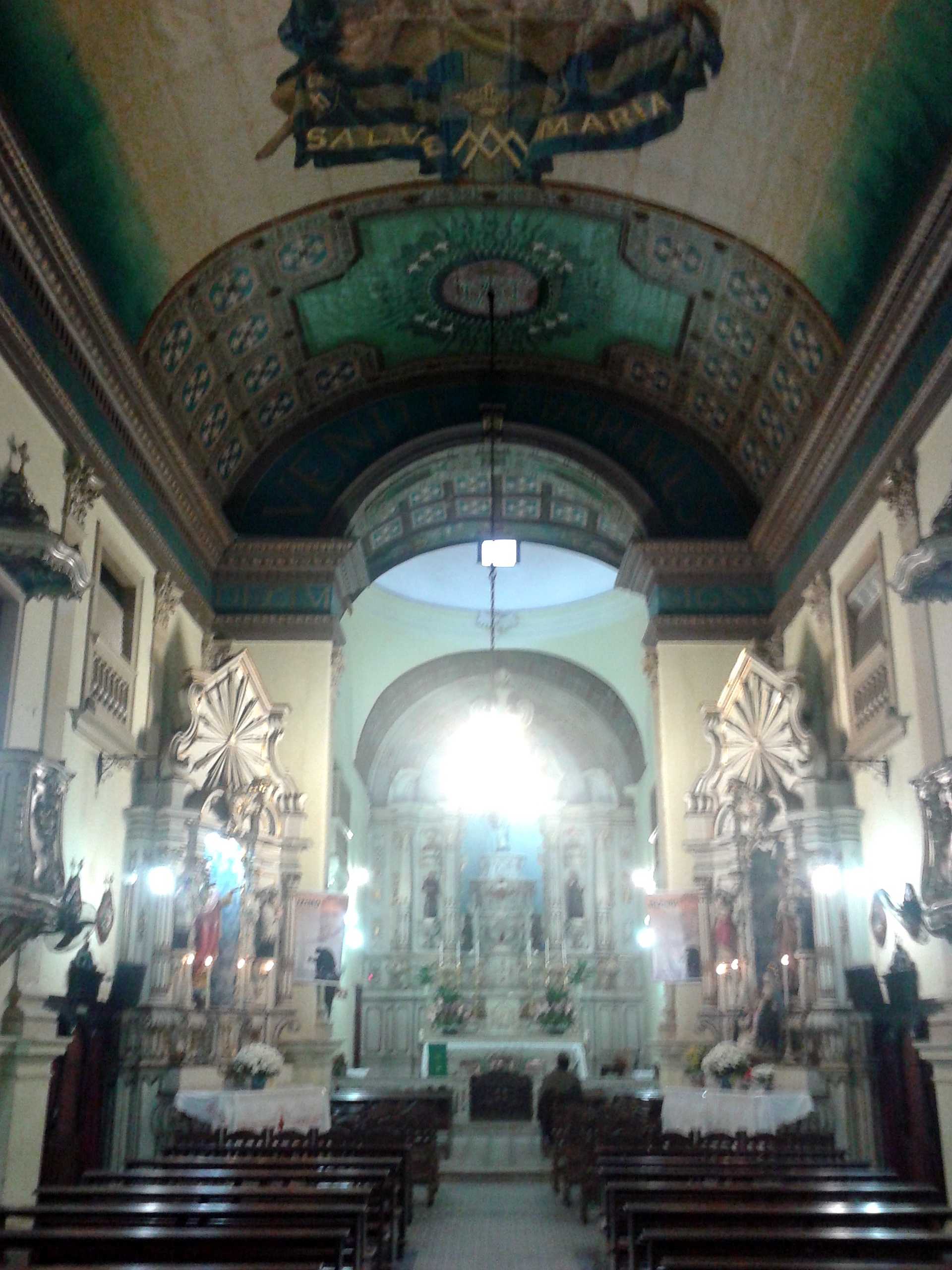
Interior da Igreja de São Gonçalo

A construção externa da igreja é de grande simplicidade, provocando simpatia naqueles que a observam. “Admirável fachada é a dessa igreja onde o moderno se mistura com o colonial num sincretismo arquitetural que desperta simpatia pela sua simplicidade e pelo contraste que forma com as altas pedras da catedral à sua frente e com as linhas verticais dos arranha-céus que por ali existem na Praça João Mendes”, conforme descreve Arroyo (1966).
A igreja conserva elementos do Barroco e do Rococó característico de muitas das igrejas paulistanas. O retábulo consagrado a N. Sra. da Conceição, por exemplo, apresenta influências das composições arquiteturais italianas, elementos do joanino e ainda elementos assimétricos no estilo rocaille.
Após concluída uma das reformas na igreja em 1893, dois altares laterais foram erguidos. Estes altares são provenientes da antiga igreja de N. Sra. Aparecida, em Aparecida. Há ainda casos de outras peças originárias de outras igrejas, que hoje encontram-se na igreja de São Gonçalo, como a pedra fundamental da antiga igreja do Colégio dos Jesuítas, uma imagem de São João Batista e algumas relíquias levadas para a igreja em 1901.
Por se tratar de um patrimônio arquitetônico e histórico da cidade de São Paulo, a Igreja de São Gonçalo foi tombada pelo CONDEPHAAT em 1971.

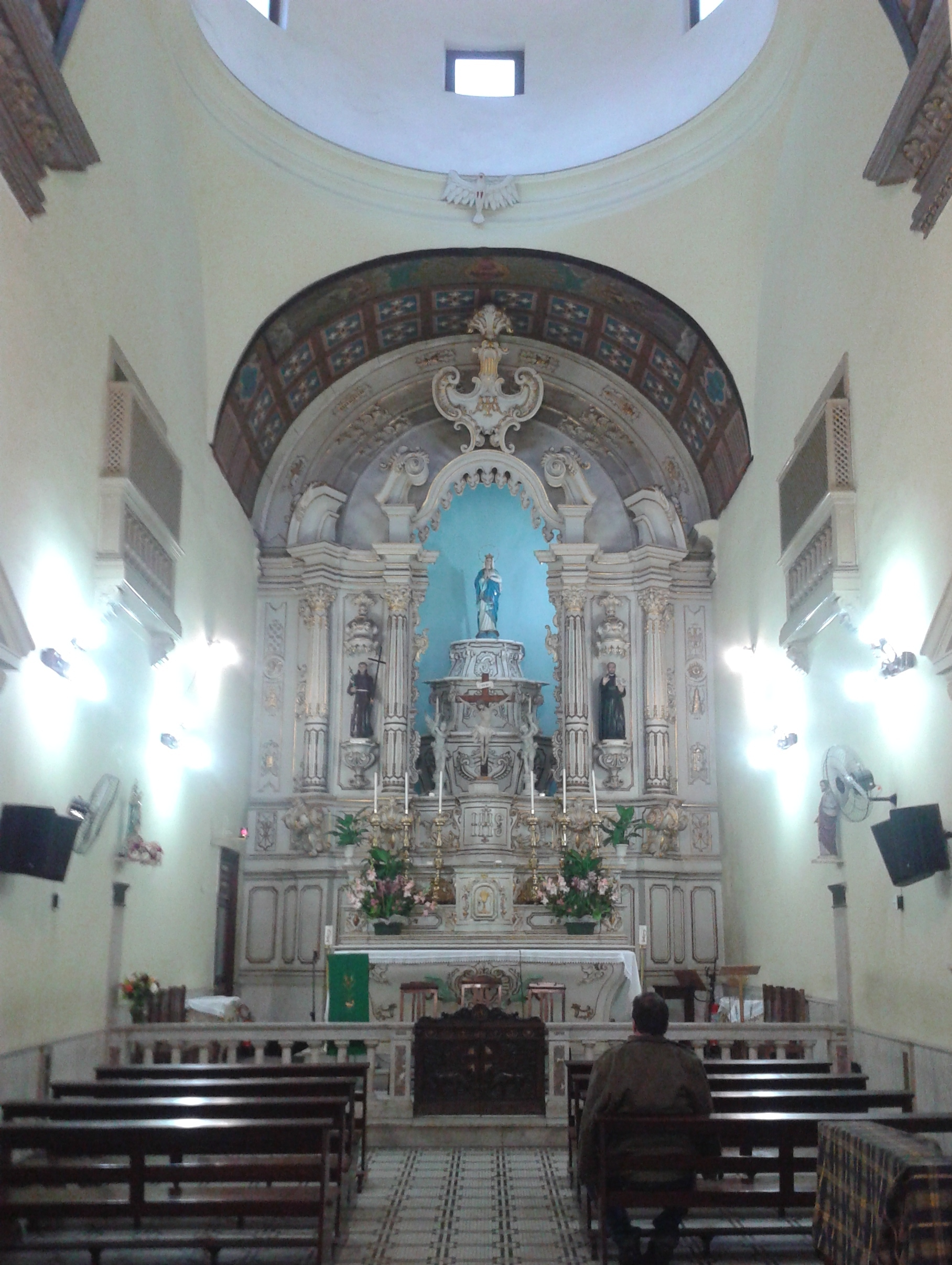
Interior da Igreja de São Gonçalo

## Paróquias
No dia 15 de abril de 1966, Dom Agnelo Rossi criou a Paróquia Pessoal de São Gonçalo para os japoneses e seus descendentes.
A Igreja de São Gonçalo, situada na Praça João Mendes, passou a ser a matriz da Paróquia. Nesta época, se encontrava na Arquidiocese cerca de 120.000 imigrantes e descendentes de japoneses, dos quais 60.000 eram católicos.

## Informações
Tendo sua origem ligada à Irmandade de Nossa Senhora da Conceição e São Gonçalo Garcia, a Igreja de São Gonçalo é, na verdade, a igreja de Nossa Senhora da Conceição, legítimo orago do templo. Devido à insistência dos devotos de São Gonçalo Garcia durante o século XVIII, a igreja é até hoje chamada de Igreja de São Gonçalo.
Uma curiosidade é que igreja possui missas em japonês todos os domingos às 08:00 da manhã.

## Tombamento
- Tombado por: CONDEPHAAT[17]
- Informação do Processo: tombamento 25428/71
- Endereço: Rua Rodrigo Silva, 45 - Praça Dr. João Mendes
- Distrito: Sé
- Subprefeitura: Sé
- Resolução: 20/09/1971
- Data de Publicação DOE: de 24/09/1971, Poder Executivo, Seção I, p. 34[1]
- Livro do Tombo: Histórico
- Inscrição Livro do Tombo: n.58, p. 03, 24/09/1971